# San José Acatempa
San José Acatempa är en kommunhuvudort i Guatemala.   Den ligger i departementet Departamento de Jutiapa, i den södra delen av landet, 60 km sydost om huvudstaden Guatemala City. San José Acatempa ligger 1 346 meter över havet och antalet invånare är 6 367.
Terrängen runt San José Acatempa är huvudsakligen kuperad, men söderut är den bergig. Runt San José Acatempa är det ganska tätbefolkat, med 134 invånare per kvadratkilometer. Närmaste större samhälle är Cuilapa, 18,5 km väster om San José Acatempa. Omgivningarna runt San José Acatempa är en mosaik av jordbruksmark och naturlig växtlighet.